# غلوريا غوارديا
غلوريا غورديا (بالإسبانية: Gloria Guardia)‏ أو جلوريا جورديا (مواليد 1940) صحفية وروائية وكاتبة من بنما، أعمالها معروفة ومشهورة في أمريكا اللاتينية وأستراليا وأوروبا ، وهي زميل في الأكاديمية البنمية للآداب وزميل مشارك في الأكاديمية الملكية الاسبانية، وأكاديمية نيكاراغوا الآداب.

## التعليم
درست غلوريا الفلسفة والأدب في جامعة كومبلوتنسي في مدريد والأدب الإسباني والأيبيرية الأمريكية في الولايات المتحدة ، تلقت ليسانس الآداب درجة «بامتياز» من كلية فاسار في عام 1962 وماجستير في الآداب درجة من جامعة كولومبيا في العام 1968. وحصلت على درجة الدكتوراه في الأدب المقارن في العام 1971.

## المشاركات الأدبية
تشمل أعمال غورديا الأدبية الروايات والمقالات والقصص القصيرة والدراسات النقدية. وقد حصلت على العديد من الجوائز الأدبية الوطنية والدولية لأعمالها، بما في ذلك جائزة جمعية الكتاب الإسبانية الأمريكية في عام 1961، وجائزة ريكاردو ميرو الجائزة للمقال والرواية في العام 1966، وجائزة رواية أمريكا الوسطى في عام 1976، وكذلك حصلت على جائزتين (مقال وقصة قصيرة) من مجلة Lotería في العامين 1971 و1984، وجائزة القصة القصيرة الوطنية من مدينة بوغوتا - كولومبيا في العام 1996. وفي العام 2000 تم إدراج روايتها الشهيرة ليبرتاد أون لاماس لجائزة الرواية في المكسيك التي تدعى جائزة سور خوانا إينيس دو لا كروز.
في العام 2007، اختارتها مؤسسة روكفلر أن تكون واحدة من هم الروائي المقيم في مركز بيلاجيو، لكتابة روايتها جاردين دي لاس ، الجزء الثالث من ثلاثية مارامارغو Maramargo.
وفي عام 2014 أصدرت روايتها أون شرم كورازون دي لا في بوينس آيرس،

## المساهمات الدولية
من عام 1975 إلى عام 1995، عملت كاتبة صحفية في العديد من الدوريات، ومنذ العام 1997 إلى 2004، كانت عضوا في مجلس أمناء مؤسسة القلم الدولي. وتشغل حاليا منصب لمنصب نائب الرئيس الدولي في نادي القلم الدولي ، ورئيس في مؤسسة القلم الإيبيرية الأمريكية الدولية.

## أشهر مؤلفاتها
- العتمة البيضاء (تينيبلا بلانكا) 1961 Tiniebla blanca
- الرسالة (لا كارتا) La carta: Cuento 1997
- لهيب الحربة (ليبرتاد أون لاماس) Libertad En Llamas (Ave fenix) 2001
- رسائل ملفقة Cartas apócrifas 2005
- الذئاب عند الغسق (لوبوس آل انوجيسير) Lobos al anochecer 2010
- المباراة الأخيرة (إل التيمو جيغو) El ultimo juego 2010
- حديقة الرماد (جاردين دي لاس ، الجزء الثالث من ثلاثية مارامارغو) El jardín de las cenizas 2011
- البحث في الوجه: مقالات La busqueda del rostro: Temas literarios